# Taifa Ronda

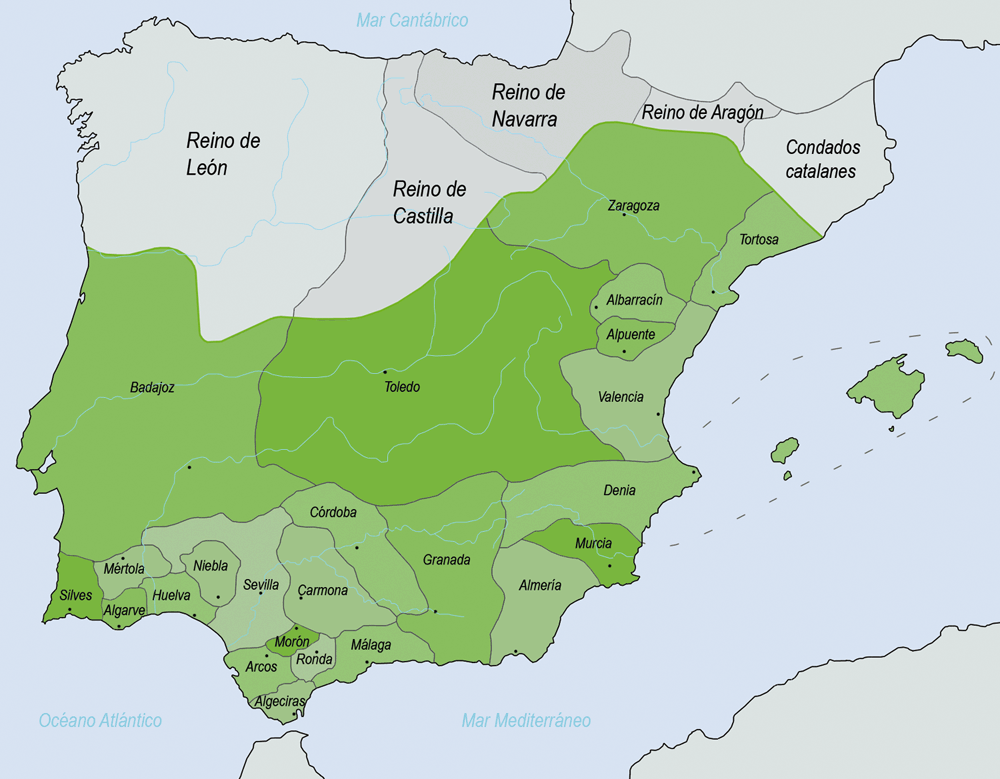
Ligging t.o.v. andere taifa's

De taifa Ronda was een emiraat (taifa) in de regio Andalusië in het zuiden van Spanje. De stad Ronda (Arabisch: Izn-Rand Onda) was de hoofdplaats van de taifa. De taifa kende een onafhankelijke periode van 1039 tot 1065, na de val van het kalifaat Córdoba (1031). Het was ontstaan uit de kurah Takoronna (district in het kalifaat).
De taifa werd door de familie Banu Ifran van de Berberstam Zenata gesticht. Deze familie kwam van oorsprong uit de omgeving van Tlemcen, Algerije.

## Lijst van emirs
Banu Ifran (of Yavran)
- Abu Nour Hilal ibn Abi Kurra ibn Dunas al-Yavrani: 1039/40–1053/54
- Badis ibn Hilal: 1053/54–1057/58
- Abu Nour Hilal ibn Abi Kurra ibn Dunas al-Yavrani (hersteld): 1057/58
- Abu Nasr Fatuh ibn Hilal: 1057/58–1065
- Aan taifa Sevilla: 1065